# نادي فريبورغنزيه الرياضي
نادي فريبورغنزيه الرياضي هو نادي كرة قدم برازيلي أٌسس عام 1980.